# Орешковичи
Орешковичи (бел. Арэ́шкавічы) — деревня в Блужском сельсовете Пуховичского района Минской области Беларуси.

## История
Впервые Орешковичи упоминаются в документе «Інвентарнае апісанне маёнтка Свіслач», датированном 1560 годом.
Название деревни происходит от слова «арэшнік» (орешник), скорее всего, вокруг деревни росло много орешника.

## Население
Согласно переписи населения 1897 года, в Орешковичах было 76 дворов, проживало 234 мужчины и 267 женщин.
Согласно переписи населения 2007 года, в Орешковичах постоянно проживает 190 человек. В 2010 году 166 человек.

## Достопримечательность
- Археологические памятники: курган, 2 селища около деревни Орешковичи

## Известные люди

### В деревне родились
- Жинович, Иосиф Иосифович — советский дирижёр, народный артист СССР.